# Conselho Tutelar
No Brasil, o Conselho Tutelar é um órgão permanente e autônomo, não jurisdicional, encarregado pela sociedade de zelar pelo cumprimento dos direitos da criança e do adolescente.

## Criação
Compete ao Município a criação do Conselho Tutelar, por meio de lei municipal, que disporá sobre o local, dia e horário de funcionamento do órgão, inclusive quanto à remuneração dos respectivos membros, aos quais são assegurados direitos sociais, devendo constar da lei orçamentária municipal a previsão dos recursos necessários ao seu funcionamento e à remuneração e formação continuada dos conselheiros tutelares. (art. 134, do ECA).
O Estatuto da Criança e do Adolescente, ao definir a composição do Conselho Tutelar, teve a descentralização um dos seus princípios, como define o art. 132:
Art. 132. Em cada Município e em cada Região Administrativa do Distrito Federal haverá, no mínimo, 1 (um) Conselho Tutelar como órgão integrante da administração pública local, composto de 5 (cinco) membros, escolhidos pela população local para mandato de 4 (quatro) anos, permitida recondução por novos processos de escolha.
O Poder Executivo local é o órgão que tem a iniciativa da Lei de Criação do Conselho Tutelar, uma vez que ela cria despesas para o Município. Contudo, isso não significa que o Executivo agirá de forma solitária. A elaboração da Lei, bem como a criação e o funcionamento do Conselho Tutelar pressupõe ampla participação da comunidade local e com todos aqueles dispostos a contribuir para a proteção integral das crianças e adolescentes do município.
Desde que o ECA estabeleceu o limite de no mínimo um Conselho Tutelar em cada município, são verificadas dificuldades em concretizar essa diretriz. Haja visto que a sua implantação teve um processo muito lento no Brasil, e em algumas unidades federativas foram necessárias intervenções do Ministério Público, estabelecendo essa obrigação através de Termos de Ajuste de Conduta com os municípios.
No ano de 2012 o Cadastro Nacional dos Conselhos Tutelares identificou no Brasil 5 906 Conselhos Tutelares estruturados, 632 a menos do que seria necessário para garantir a proporção de um conselho para cada 100 000 habitantes de cada município recomendada pela Resolução 139 do Conselho Nacional dos Direitos da Criança e do Adolescente – Conanda. Neste contexto, 277 municípios têm menos conselhos do que o recomendado, o que representa 5% do total. Tal déficit foi calculado subtraindo o número de conselhos existentes do número de conselhos necessários. Ainda assim, 5 288 municípios brasileiros, ou 95% do total, se adequam à proporção de um Conselho Tutelar por 100 000 habitantes recomendada pelo Conanda.

## Atribuições
As atribuições específicas do Conselho Tutelar estão relacionadas no Estatuto da Criança e do Adolescente arts. 95 e 136.
1. Atender as crianças e adolescentes nas hipóteses previstas nos arts. 98 e 105, aplicando as medidas previstas no art. 101, I a VII;
2. Atender e aconselhar os pais ou responsável, aplicando as medidas previstas no art. 129, I a VII;
3. Promover a execução de suas decisões;
4. Encaminhar ao Ministério Público notícia de fato que constitua infração administrativa ou penal contra os direitos da criança ou adolescente;
5. Encaminhar à autoridade judiciária os casos de sua competência;
6. Providenciar a medida estabelecida pela autoridade judiciária, dentre as previstas no art. 101, de I a VI, para o adolescente autor de ato infracional;
7. Expedir notificações;
8. Requisitar certidões de nascimento e de óbito de criança ou adolescente quando necessário;
9. Assessorar o Poder Executivo local na elaboração da proposta orçamentária para planos e programas de atendimento dos direitos da criança e do adolescente;
10. Representar, em nome da pessoa e da família, contra a violação dos direitos previstos no art. 220, § 3º, inciso II, da Constituição Federal;
11. Representar ao Ministério Público para efeito das ações de perda ou suspensão do poder familiar, após esgotadas as possibilidades de manutenção da criança ou do adolescente junto à família natural;
12. Promover e incentivar, na comunidade e nos grupos profissionais, ações de divulgação e treinamento para o reconhecimento de sintomas de maus-tratos em crianças e adolescentes.

### Não são atribuições do Conselho Tutelar;
- Requisição de registro civil de pessoas naturais;
- Autorizações para viagens de crianças;
- Formalização de acordos extrajudiciais de alimentos, pensões;
- Concessão de guarda, destituição do poder familiar;
- Aplicação de medidas socioeducativas;
- Autuar pessoas ou estabelecimentos acusados da prática de infrações administrativas às normas de proteção à crianças e ao adolescente;
- Investigar casos em que há suspeita da prática de crime contra crianças/adolescentes;
- Efetuar o transporte de crianças/adolescentes, em especial o recâmbio para outros municípios;
- Executar medidas de qualquer natureza.

Por mais que, quando acionado, o Conselho Tutelar - por decisão do colegiado - entenda que o caso não se enquadre em sua esfera de atribuições, o órgão tem o dever de zelar para que a criança, adolescente e/ou família respectiva recebam a orientação e o atendimento devidos por parte do órgão público competente, devendo para tanto efetuar os contatos e promover os encaminhamentos que se fizerem necessários, usando, se preciso for da prerrogativa institucional contida no art. 136, inciso III, do ECA;

III - promover a execução de suas decisões, podendo para tanto:

a) requisitar serviços públicos nas áreas de saúde, educação, serviço social, previdência, trabalho e segurança;

b) representar junto à autoridade judiciária nos casos de descumprimento injustificado de suas deliberações.

## Autonomia
O Conselho Tutelar, para o cumprimento de suas atribuições, não necessita da autorização de outros agentes, autoridades ou órgãos públicos para agir. No desempenho de suas atribuições, não se subordina aos Poderes Executivo e Legislativo Municipais, ao Poder Judiciário ou ao Ministério Público.
Autonomia funcional: em matérias de sua competência, quando delibera, toma decisões, age ou aplica medidas, requisita serviços etc., nos limites da lei, não está sujeito a qualquer interferência externa, a qualquer tipo de controle político ou hierárquico. Não se pode confundir a “autonomia” prevista em lei com ausência de controle sobre a atuação do órgão ou sobre a conduta de seus integrantes. O controle pode e deve ser exercido pela Administração Municipal e pelos demais órgãos do Sistema de Garantia de Direitos, de forma a se evitar omissões, abuso ou desvio de poder por parte do Conselho Tutelar.
Do ponto de vista administrativo, o Conselho Tutelar está vinculado ao Município, geralmente à Secretaria Municipal de Assistência Social. Portanto, o horário de funcionamento do órgão, o exercício de atividades e regime de plantão, dentre outras questões administrativas, são fixadas por meio de lei municipal e devem ser fiscalizadas pelo Poder Executivo.

## Natureza Jurídica
O Conselho Tutelar não integra o Poder Judiciário e nem está de qualquer modo vinculado ou subordinado à autoridade judiciária.
As decisões tomadas pelo Conselho Tutelar não são de cunho jurisdicional, mas sim administrativo - sendo tomadas de forma colegiada - estando sujeitas, no entanto, ao controle judicial, a pedido de seu destinatário ou do Ministério Público.
Um dos principais objetivos da criação do Conselho Tutelar foi a “desjudicialização” do atendimento, de modo que a solução das situações de violação de direitos infanto-juvenis, sempre que possível, não mais dependesse da intervenção da autoridade judiciária.
Os membros do Conselho Tutelar são considerados “agentes públicos” para fins de incidência da Lei nº 8 429/92 - Lei de Improbidade Administrativa;

Art. 4° Os agentes públicos de qualquer nível ou hierarquia são obrigados a velar pela estrita observância dos princípios de legalidade, impessoalidade, moralidade e publicidade no trato dos assuntos que lhe são afetos.
e “funcionários públicos” para fins penais, respondendo tanto por ação quanto por omissão no cumprimento de suas atribuições.
A depender do que dispuser a legislação municipal local, estão também sujeitos a responder processo administrativo disciplinar, podendo ser alvo das sanções administrativas previstas em lei, inclusive a perda do mandato.
Em qualquer caso, a responsabilização civil, administrativa e mesmo criminal dos maus Conselheiros é importante para preservar a credibilidade da instituição.

## Processo de Escolha
Os conselheiros tutelares são escolhidos pela população local e o processo de escolha dos membros do Conselho Tutelar deverá, preferencialmente, observar as seguintes diretrizes:
- Processo de escolha mediante sufrágio universal e direto, pelo voto facultativo e secreto dos eleitores do respectivo município;
- Será realizado em data unificada em todo território nacional, a cada quatro anos, no primeiro domingo do mês de outubro do ano subsequente ao da eleição presidencial;
- Candidatura individual, não sendo admitida a composição de chapas;
- A posse dos conselheiros tutelares ocorrerá no dia 10 de janeiro do ano subsequente ao processo de escolha.

O Estatuto da Criança e do Adolescente, em seu artigo 133, estabelece os requisitos mínimos para o processo de escolha que serão exigidos dos candidatos a membros do Conselho Tutelar: o reconhecimento da idoneidade moral; idade superior a vinte e um anos; e residir no município.
Cabe ressaltar que cada Município poderá, por lei e não através de resolução ou edital, criar outros requisitos, conforme o interesse local, tendo em vista que podem suplementar a legislação federal no que couber, desde que os requisitos a serem criados sejam razoáveis e tenham direta pertinência com o exercício da função de conselheiro tutelar. Por outro lado, fixar requisitos, como por exemplo, possuir carteira de habilitação, é atentar contra a lei federal e limitar indevidamente o acesso dos cidadãos ao exercício do cargo.
Caberá ao Conselho Municipal dos Direitos da Criança e do Adolescente - CMDCA a responsabilidade pela coordenação de todo o processo de escolha dos conselheiros tutelares. Para tanto,o CMDCA deverá regulamentar o processo, por meio de resolução específica, respeitadas as normas do ECA, da lei municipal relativa ao Conselho Tutelar e da Resolução CONANDA n° 170/2014.
Compete ao Ministério Público a fiscalização do processo de escolha dos membros do Conselho Tutelar, devendo ser notificado, pessoalmente e com antecedência, de todas as reuniões deliberativas realizadas pela comissão eleitoral e pelo CMDCA, bem como de todas as decisões nelas proferidas e de todos os incidentes ocorridos durante o certame.